# Торансо, Патрисио
Патрисио Даниэль Торансо (исп. Patricio Daniel Toranzo; родился 19 марта 1982 года в Буэнос-Айресе, Аргентина) — аргентинский футболист, вингер. Выступал за сборную Аргентины.

## Клубная карьера
Торансо начал профессиональную карьеру в клубе «Ривер Плейт». Из-за высокой конкуренции он редко выходил на поле и дважды был отдан в аренду для получения игровой практики в «Кильмес» и «Атлетико Рафаэла» соответственно. В 2007 году Патрисио перешёл в «Уракан». 18 апреля 2009 года в матч против «Архентинос Хуниорс» он забил свой первый гол за новую команду. В том же году Патрисио помог команды занять второе место в аргентинской Примере.
Летом 2010 года Торансо перешёл в «Расинг» из Авельянеды. 8 августа в матче против «Олл Бойз» он дебютировал за новый клуб. 4 декабря в поединке против «Химнасии Ла-Плата» Патрисио забил свой первый гол за «Расинг». В 2012 году Торансо на правах аренды выступал за «Олл Бойз».
В марте 2013 года Патрисио уехал на заработки в Китай, подписав контракт с «Шанхай Шэньхуа». 9 марта в матче против «Тяньцзинь Тэда» он дебютировал в чемпионате Китая. 18 марта в поединке против «Шанхай Шэньсинь» Торансо забил свой первый гол за «Шэньхуа». В начале 2014 года он вернулся в «Уракан». 4 февраля 2015 года в матче первого этапа Кубка Либертадорес против перуанский «Альянса Лима» Патрисио сделал «дубль»

## Международная карьера
11 февраля 2010 года в товарищеском матче против сборной Ямайки Торансо дебютировал за сборную Аргентины.

## Достижения
Командные
 «Уракан»
- Обладатель Суперкубка Аргентины — 2014

## Авария
12 февраля 2016 года автобус в котором футболисты «Уракана» возвращались после матча Кубка Либертадорес против венесуэльского «Каракаса» перевернулся, в результате Торансо, из-за полученных повреждений потерял четыре пальца на ноге.